# Walid Regragui
Pour les articles homonymes, voir Regragui.
Hoalid Regragui, appelé communément Walid Regragui, né le 23 septembre 1975 à Corbeil-Essonnes (France), est un footballeur international marocain, reconverti entraîneur. Il est l'actuel sélectionneur du Maroc.
Formé à l'AS Corbeil-Essonnes, Walid Regragui évolue principalement en tant qu'arrière droit. Il passe la majeure partie de sa carrière à l'AC Ajaccio, faisant partie de la remarquable génération entraînée par Rolland Courbis qui remporte le Championnat de France de deuxième division. Après avoir quitté Ajaccio, Regragui passe par le Racing de Santander en Espagne avant de retourner en France à Dijon FCO et Grenoble Foot 38.
Possédant la double nationalité, il choisit de jouer pour le Maroc. Il honore 45 capes en équipe du Maroc, atteignant la finale de la Coupe d'Afrique 2004 et prenant part à la Coupe d'Afrique 2006.
Mettant un terme à sa carrière de footballeur en 2011 à l'âge de 36 ans, il commence à entraîner des équipes de jeunes avant d'intégrer le staff technique de l'équipe du Maroc sous Rachid Taoussi entre 2012 et 2013. Il prend ensuite la tête du club du Fath Union Sports en 2014. Il stabilise le club et parvient à remporter la Coupe du Maroc en 2014 et la Botola Pro en 2016. Il prend ensuite son envol vers les Pays du Golfe pour entraîner le club qatari d'Al-Duhail SC avec lequel il remporte le championnat en 2021. Après le sacre, il retourne au Maroc pour occuper le poste d'entraîneur du Wydad Athletic Club, club avec lequel il remporte le championnat, la Ligue des champions de la CAF et atteint la finale de la Coupe du Trône en 2022. 
Arrivé à la tête de la sélection marocaine, il devient l'artisan de sa meilleure performance en Coupe du monde en l'emmenant en demi-finale de l'édition 2022, quatre mois seulement après sa nomination.

## Biographie

### Joueur

#### Naissance, jeunesse et débuts professionnels (1975-2004)
Walid Regragui naît en 1975 à Corbeil-Essonnes en région parisienne. Il grandit dans le quartier défavorisé de Montconseil au sein d'une famille marocaine issue de la tribu berbère masmoudienne des Regragua et est le troisième dans une fratrie de six enfants. Son père, Mohammed Abdeslam Regragui, l'emmène chaque été à Fnideq pour rendre visite à sa famille qui y réside,. « Tous les ans, on revenait deux mois au pays, c’était obligatoire. C’est pourquoi j’ai beaucoup d’amis là-bas », déclare Walid Regragui à propos de cette époque. Combinant ses études avec le sport dans son quartier, il décroche un bac scientifique et obtient un diplôme d'études universitaires générales en sciences économiques et sociales.
Dans son quartier de Montconseil, Walid Regragui prend part à des tournois de quartier et joue chaque weekend face aux autres cités de l'Essonne avec à la clé, des pizzas. L'un des classiques les plus réputés est le AC Milan-FC Barcelone organisé par les grands du quartier, auquel Walid Regragui prenait part du côté de l'AC Milan. Passionné de l'AC Milan et de ses stars néerlandaises tels que Ruud Gullit, Frank Rijkaard et Marco van Basten, il commence le football dans les catégories inférieures du club amateur de l'AS Corbeil-Essonnes et attire l'œil de Rudi Garcia, entraîneur de l'équipe première. Azdine Ouis, un ami d'enfance de Regragui qui enfilait le maillot du FC Barcelone lors du classique de Montconseil, décrit l'époque en déclarant : « On passait nos samedis ici avant les matchs officiels avec l’AS Corbeil le dimanche. On jouait pendant trois ou quatre heures, on y a appris les bases du football et les valeurs qui vont avec. Walid arrivait surtout à créer une dynamique pour les rendez-vous contre la cité rivale des Tarterêts. ».

« Un jour, par hasard, je suis allé voir les juniors, l'équipe 3, et j'ai vu ce joueur longiligne, rapide, adroit, avec du tempérament. Et je me suis demandé ce qu'il faisait dans cette équipe... Je l'ai pris avec les seniors et ensuite il n'a plus quitté l'équipe. Il a fait deux saisons avec nous et il est parti voler de ses propres ailes. »

— Rudi Garcia, lors d'une interview dans Libération, le 26 août 2005.
Disputant ensuite une saison amateur avec le RC de France, il s'engage en juillet 1999 avec le Toulouse FC entraîné par Alain Giresse. Le 31 juillet 1999, il est titularisé et dispute son premier match en Division 2 face au SM Caen (défaite, 0-1). Le 21 août 1999, il marque son premier but face au FC Gueugnon (victoire, 2-0). Il termine sa saison en ayant joué 21 matchs et marqué deux buts. Le Toulouse FC termine la saison à la troisième place du championnat et en étant promu en Division 1 pour la saison 2000-2001. En première division, il dispute seize matchs, marque un but et délivre une passe décisive. Il dispute également un match en Coupe de France. En fin de saison, il est relégué en Division 2 en terminant la saison à la seizième place du championnat. Le FC Nantes, quant à lui, est champion de Division 1. Son club, sous le coup d’une sanction fiscale, doit dégraisser son effectif et se sépare pour cette raison de lui après trois saisons. Walid Regragui subit ainsi les affres du chômage pendant six mois.
Le 20 novembre 2001, il signe librement à l'AC Ajaccio, club évoluant en Division 2, où il retrouve Rolland Courbis. Le 28 novembre 2001, il dispute son premier match en tant que titulaire face à Nîmes Olympique (victoire, 3-1). Il termine la saison en ayant joué seize matchs, sans marquer de buts. Cependant, il est promu en Ligue 1 en terminant la saison champion de Division 2. Le 7 novembre 2002, il marque son premier but avec le club, le but de la victoire (1-0) face à l'AJ Auxerre de Guy Roux. Devenu un élément clé de l'équipe d'Ajaccio, il dispute la quasi-totalité des matchs de Ligue 1 en tant que titulaire, comptant 32 matchs en championnat et trois matchs en Coupe de France. Le 11 janvier 2003, il écope du premier carton rouge de sa carrière à l'occasion d'un match de championnat face au Paris Saint-Germain (match nul, 0-0).

#### Saisons en Liga et blessures (2004-2007)

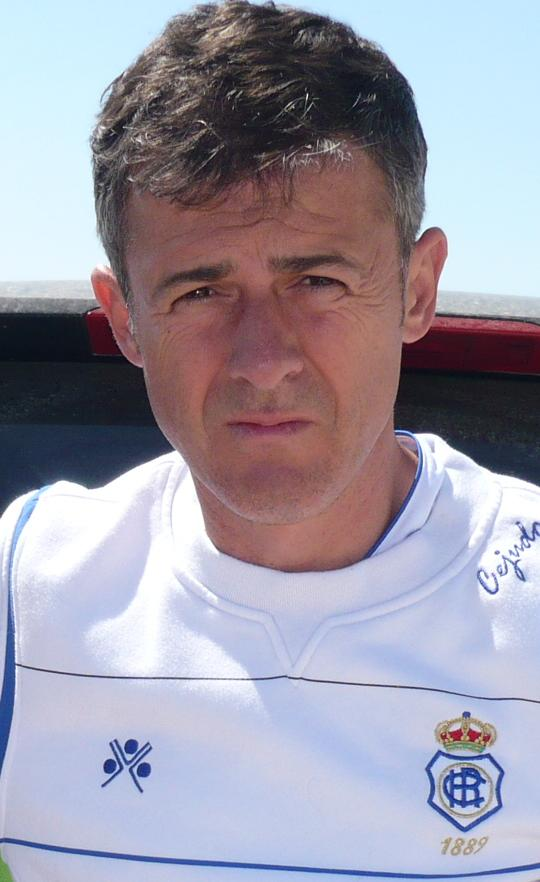
Lucas Alcaraz (ici en 2009) lance Regragui en Liga face au FC Barcelone lors de la saison 2004-2005.

Le 29 mai 2004, après une participation en sélection à la CAN 2004 dont il atteint la finale face à la Tunisie, il est récompensé par un transfert au Racing de Santander, club évoluant en Liga espagnole avec comme entraîneur Lucas Alcaraz. Quinze jours avant le premier match de championnat, à l'occasion de la pré saison, Walid Regragui se blesse gravement et est contraint de rater une demi-saison de Liga.
Le 22 janvier 2005, il dispute son premier match avec le club en étant titularisé face au FC Barcelone de Ronaldinho et Samuel Eto'o (défaite, 3-0). Le 6 février 2005, il écope d'un carton rouge face à Villarreal CF (défaite, 2-1). Le 20 février 2005, il fête sa première victoire en Liga face au Valence CF (1-0). Il termine sa première saison en Espagne à la seizième place du classement du championnat, évitant de justesse d'être relégué, en ayant joué dix-sept matchs.
Freiné par des blessures à répétition, il ne joue que neuf matchs en championnat et un match en Coupe d'Espagne lors de la saison 2005-2006 et devient une doublure au sein de l'effectif du Racing Santander.

#### Retour en France (2007-2009)
Le 1er février 2007, son contrat au Racing Santander se termine et Regragui signe son retour en France en s'engageant pour une saison au Dijon FCO en Ligue 2 entraîné par Serge Romano.
Le 2 février 2007, soit un jour après l'officialisation de son transfert, il dispute son premier match avec le club face à FC Libourne (défaite, 0-1). Le 9 février 2007, il connaît sa première titularisation face au Stade brestois 29 (match nul, 0-0). Le 2 mars 2007, il fête sa première victoire face au FC Gueugnon (1-0). Arrivé au club en février, il termine sa saison en mai à la huitième place du championnat en ayant disputé douze matchs. N'étant pas conservé par les dirigeants du Dijon FCO, Walid Regragui est mis sur la liste de départs. L'un des clubs intéressés est le West Ham United FC, Walid Regragui déclare quelques années plus tard : « J’aurais aimé jouer en Angleterre, j’ai une opportunité après Santander d’aller à West Ham et j’ai fait quelques erreurs par rapport à certains agents. J’aurais dû peut-être y aller parce que c’est un championnat qui m’aurait attiré à un moment donné. »
Le 25 septembre 2007, le Grenoble Foot 38 officialise la signature de Walid Regragui pour trois saisons. Le 4 octobre 2007, il dispute son premier match en étant titularisé face au FC Libourne avec comme entraîneur Mécha Baždarević (victoire, 1-2). Le 11 avril 2008, il écope d'un carton rouge face à son ancien club de Dijon (match nul, 0-0). Il termine sa première saison à Grenoble à la troisième place du championnat derrière Le Havre AC et le FC Nantes en ayant disputé 20 matchs et fête ainsi une promotion en Ligue 1. Lors de la saison 2008-2009 en Ligue 1, il arrive à la treizième place de Ligue 1 en ayant disputé un total 19 matchs en championnat et deux matchs en Coupe de France.
Le 14 septembre 2010, il signe à l'US Fleury-Mérogis en Division d'Honneur (sixième division), dispute trois saisons et met un terme à sa carrière de footballeur à l'âge de 36 ans. Il déclare plus tard lors d'une interview : « J’ai arrêté ma carrière professionnelle. Après, jouer au football ça reste une passion pour moi, j’aime mon sport, j’aime trop me retrouver sur le terrain pour m’entrainer et jouer. J’avais encore les jambes pour au moins évoluer au niveau amateur. Je n’habite pas loin et j’avais le choix entre plusieurs clubs amateurs à côté de chez moi. Fleury me paraissait comme le meilleur challenge parce qu’il y a un président ambitieux, c’est un club qui a envie de construire sur la durée et je m’inscris dans le projet et je joue sans pression. »

#### Carrière internationale
Le 28 janvier 2001, il dispute son premier match international avec l'équipe du Maroc au Caire face à l'Égypte sous le sélectionneur Humberto Coelho comptant pour les éliminatoires à la Coupe du monde 2002 (match nul, 0-0). Il manque la qualification à la Coupe du monde 2002 après un autre match nul et une défaite face au Sénégal (match nul, 0-0 et défaite, 1-0). À ses débuts en sélection, Walid Regragui évolue dans le même couloir que Jaouad Zaïri. Cependant, Walid Regragui figure parmi les plans du sélectionneur et participe à tous les matchs de l'équipe du Maroc pour les qualifications à la Coupe d'Afrique 2002. La qualification à la CAN est également manquée après un match nul face au Kenya et une défaite face au Gabon à Fès. Les mauvaises prestations et résultats de la sélection marocaine écartent le sélectionneur portugais, remplacé par Badou Zaki à la tête de l'équipe du Maroc.
Le 7 septembre 2002, il dispute son premier match comptant pour les qualifications à la Coupe d'Afrique 2004 face au Gabon à Libreville (victoire, 0-1). Walid Regragui et ses coéquipiers réalisent un clean-sheet parfait en n'encaissant aucun but lors des qualifications face aux autres adversaires : la Sierra Leone et la Guinée équatoriale. Entre septembre et novembre 2003, l'équipe du Maroc participe à quatre matchs de préparation à la CAN 2004, notamment face à Trinité-et-Tobago, la Tunisie, le Mali et au Burkina Faso. Le 27 janvier 2004, il dispute son premier match de la CAN 2004 face au Nigeria à Monastir (victoire, 0-1). Son deuxième match face au Bénin à Sfax se solde sur une victoire de 0-4 et son troisième match face à l'Afrique du Sud sur un match nul de 1-1. Walid Regragui est également titularisé lors des matchs à élimination directe, notamment le 8 février 2004 en quarts face à l'Algérie (battue 3-1 alors qu'elle avait ouvert le score) et en demie, le 11 février 2004 face au Mali (victoire, 0-4). La finale jouée le 14 février 2004 face au pays hôte, la Tunisie se solde sur une défaite de 2-1 à Radès. En fin de compétition, il figure dans l'équipe type de la CAN 2004.
Le 5 juin 2004, Walid Regragui dispute la première journée comptant pour les qualifications à la Coupe d'Afrique 2006 face au Malawi à Blantyre (match nul, 1-1). Les autres matchs opposent sa séléction au Botswana (victoire, 0-1), au Kenya (victoire, 5-1) et à la Guinée (victoire, 1-0). Entre novembre 2005 et 2006, le Maroc dispute ses matchs de préparation à la CAN 2006 avec un nouvel entraîneur Philippe Troussier. Le 15 novembre 2005, il affronte le Cameroun dans son pays de naissance, la France, à Clairfontaine (match nul, 0-0). Les trois autres matchs amicaux sont joués au Maroc face à la République démocratique du Congo (victoire, 3-0), au Zimbabwe (victoire, 1-0) et à l'Angola (match nul, 2-2). Juste avant la CAN 2006, M'hamed Fakhir est désigné nouveau sélectionneur de l'équipe du Maroc. Ce dernier intègre Walid Regragui parmi ses plans défensifs et intègre Michaël Chrétien en tant que concurrent de Regragui dans le poste de latéral droit. Le 21 janvier 2006, il dispute son premier match de CAN 2006 face à la Côte d'Ivoire au Caire (défaite, 1-0). Les deux autres matchs se jouent face au pays hôte, l'Égypte ainsi que la Libye et se soldent sur deux matchs nuls de 0-0. Le Maroc est ainsi éliminé de la compétition. Lors du retour au Maroc le 14 février 2004, l'ensemble des joueurs sélectionnés dont Regragui sont décorés officiers de l'ordre du Mérite national (Ouissam Al Moukafâa Al Wataniya) par le roi Mohammed VI au Palais royal d'Agadir.

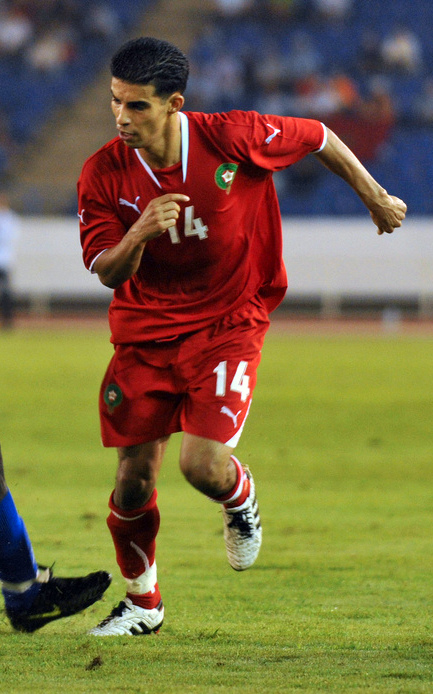
Regragui est coéquipier de Mbark Boussoufa en 2006.

Entre mai et août 2006, Walid Regragui figure parmi les joueurs convoqués en équipe nationale pour quatre matchs amicaux. Le 23 mai 2006, il dispute son premier match face à une sélection non-africaine, en affrontant les États-Unis à Nashville aux côtés de joueurs tels que Mbark Boussoufa ou encore Adil Ramzi (victoire, 0-1). Quatre jours plus tard, il affronte le Mali à Colombes (défaite, 0-1). Le 4 juin 2006, il se rend à Barcelone pour un match amical face à la Colombie (défaite, 2-0). Le dernier des quatre matchs amicaux est joué face au Burkina Faso à Rabat (victoire, 1-0). Le 2 septembre 2006, il est titularisé face au Malawi à Rabat pour un match comptant pour les qualifications à la Coupe d'Afrique 2008 (victoire, 2-0).
Après plus d'un an d'absence sous les sélectionneurs Henri Michel et Hassan Moumen il fait son retour en équipe nationale lors de la trêve internationale publiée le 22 mai 2009 par le nouveau sélectionneur Roger Lemerre. Le 7 juin 2009, il est titularisé face au Cameroun à Yaoundé pour les qualifications à la Coupe du monde 2010 (match nul, 0-0). Treize jours plus tard à Rabat, il affronte le Togo (match nul, 0-0). Le Maroc ne parvient pas à se qualifier à la Coupe du monde 2010 et Walid Regragui n'est plus rappelé en sélection, après avoir quitté le Grenoble Foot 38, manquant ainsi de temps de jeu.

### Entraîneur

#### Adjoint en équipe du Maroc (2012-2013)
Le 26 septembre 2012, l’entraîneur de l'équipe du Maroc, Rachid Taoussi nomme Walid Regragui premier sélectionneur adjoint à la tête de son staff technique suivi de Rachid Benmahmoud. Le 13 octobre 2012, Walid Regragui se présente pour la première fois sur le banc de l'équipe du Maroc en tant qu'entraîneur adjoint à l'occasion de la qualification du Maroc pour la Coupe d'Afrique 2013 après une victoire de 4-0 face au Mozambique à Marrakech. Lors de la saison 2012-2013, il combine son poste d'adjoint en sélection nationale et un rôle de consultant sportif sur les matchs de Ligue 1 pour le compte de la chaîne beIN Sport.
Le 19 janvier 2013, le Maroc dispute son premier match de CAN 2013 face à l'Angola (match nul, 0-0). Les deux autres matchs de la phase de groupe face au Cap-Vert (1-1) et à l'Afrique du Sud (2-2) se soldent également sur des matchs nuls, éliminant ainsi le Maroc dès le premier tour. Le 28 mai 2013, la presse marocaine révèle des divergences de points de vue entre Regragui et le sélectionneur Rachid Taoussi, à l'occasion des qualifications à la Coupe d'Afrique 2015.
Le 22 octobre 2013, il quitte son poste en même temps que le sélectionneur Rachid Taoussi.

#### FUS Rabat (2014-2020)
Le 1er juin 2014, il est désigné nouvel entraîneur du FUS Rabat (D1 marocaine) pour une durée de trois saisons.

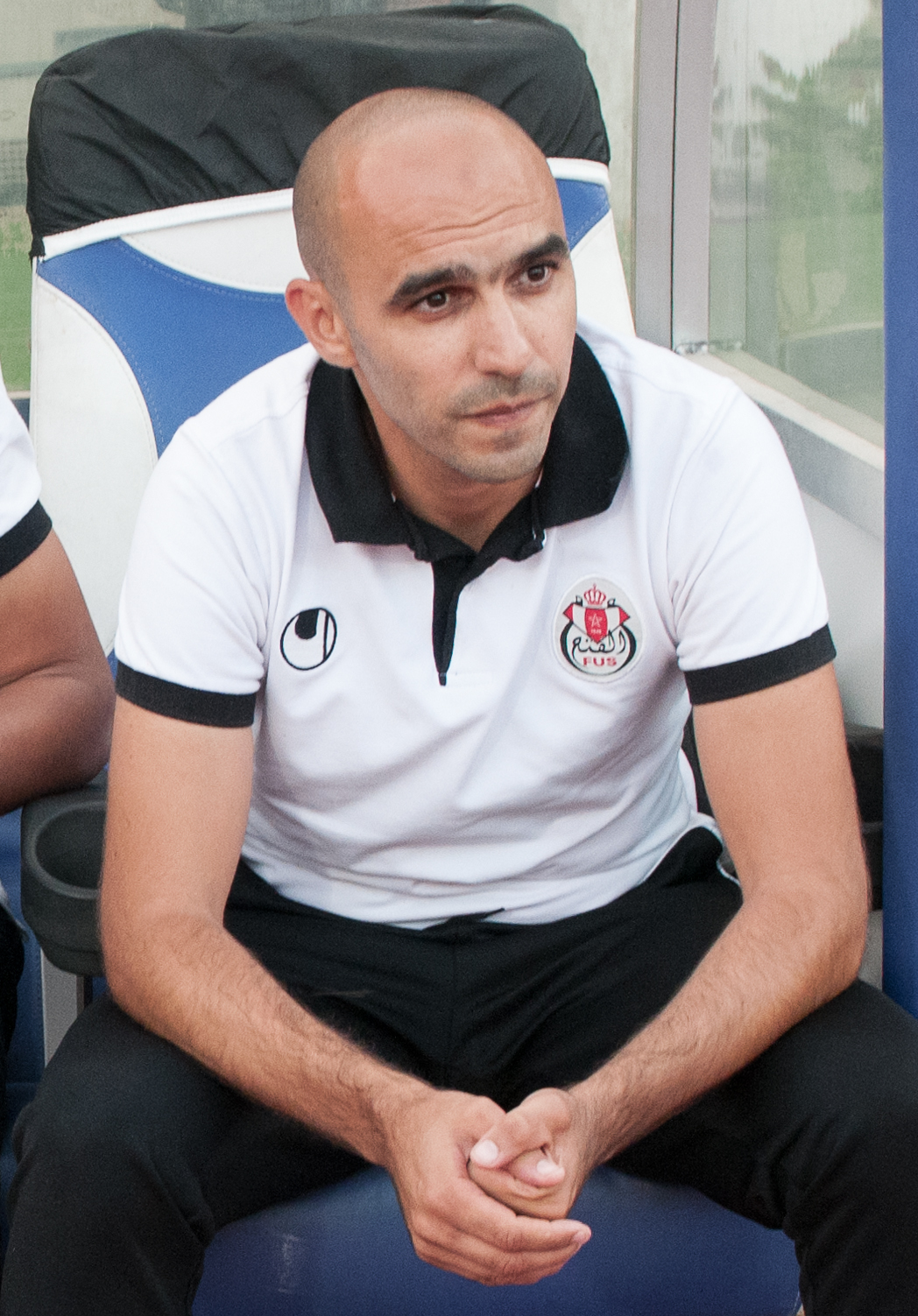
Regragui avec le Fath US en 2014.

Walid Regragui se démarque des autres entraîneurs du championnat marocain en titularisant des jeunes joueurs issus du centre de formation tel que Nayef Aguerd en collaborant avec Philippe Anziani. Walid Regragui décide de désigner Mourad Batna en tant que capitaine de son effectif. Il se sert également d'Ayoub Skouma et d'Abdessalam Benjelloun , éléments expérimentés de l'effectif. Il déclare à So Foot à propos de ces éléments : « Ce sont des milieux offensifs qui avaient besoin d’un nouveau challenge et qui correspondent bien aux profils que je cherchais. Benjelloun joue en pivot dans l’axe et distribue bien sur les ailes, Skouma combine beaucoup avec ses coéquipiers. Le danger venait de partout, et ça a libéré mon ailier Mourad Batna, une des révélations de ces deux dernières saisons au Maroc, mais qui était surveillé de près. Je voulais aussi un gardien adroit avec ses pieds sur le jeu court et le jeu long. Du coup, j’ai aussi misé sur l’expérience avec Abderrahman El Houasli. »
Le 18 novembre 2014, il remporte la Coupe du Maroc au Complexe sportif Moulay-Abdallah après une victoire de 2-0 face à la RS Berkane avec des buts inscrits par Mohamed Nahiri et Mourad Batna. Le 18 novembre 2015, à l'occasion de sa deuxième saison au FUS Rabat, il atteint la finale de la Coupe du Maroc face à l'Olympique de Khouribga au Stade Ibn-Batouta de Tanger après une séance de penaltys (défaite, 1-4) sur un match nul de 0-0.
Lors de sa troisième saison au FUS Rabat, il prend part à la Coupe de la confédération avec des déplacements jusqu'en Ouganda où il ressort vainqueur en barrages sur une victoire de 7-1 face à Villa SC. En phase de groupe, le FUS Rabat se classe premier du groupe devant l'ES Sahel, le KAC Marrakech et l'Al-Ahly Tripoli et se qualifie pour en demi-finale contre le MO Bejaia (match aller : 0-0, match retour, 1-1 et élimination). Le 5 juin 2016, Walid Regragui remporte le championnat marocain devant le Wydad Athletic Club et l'Ittihad de Tanger après une victoire 4-2 à l'extérieur face au Mouloudia d'Oujda. Il est également élu meilleur entraîneur du championnat marocain.
En août 2016, il est décoré commandeur de l'ordre du Ouissam Al Moukafâa Al Wataniya par le Roi Mohammed VI.

#### Al-Duhail (2020)
Le 22 janvier 2020, il devient entraîneur du club qatarien d'Al-Duhail SC à la suite d'un accord à l’amiable avec les dirigeants du Fath Union Sport. Dans un communiqué, le FUS avait souligné que le départ fait suite au souhait de Regragui de collaborer avec le club du Qatar.
Walid Regragui est sacré avec Al-Duhail en tant que champion du Qatar en août 2020.
Cependant, l’élimination du club qatari en Ligue des champions de l'AFC face à Al-Taawoun FC (1-0), a scellé l’avenir de l’entraîneur. Il est remercié par la direction du club le 2 octobre 2020.

#### Wydad Athletic Club (2021-2022)
Le 10 août 2021, il succède à Faouzi Benzarti et est nommé nouvel entraîneur du Wydad Athletic Club pour une durée d'une saison.
Le 30 mai 2022, son équipe bat l'Al-Ahly SC de Pitso Mosimane en finale de la Ligue des champions de la CAF et remporte ainsi la compétition grâce à une victoire de 2-0 au Stade Mohammed-V grâce à un doublé de Zouhair El Moutaraji,,,. Lors de l'après-match, il déclare : « On a été récompensés. Le WAC a été la meilleure équipe cette année en Ligue des champions. L’équipe la plus efficace a gagné ». Lors du sacre de la Ligue des champions de la CAF, il est fécilité par le président de la FIFA Gianni Infantino et le président de la FRMF Fouzi Lekjaa.
Le 29 juin 2022, il remporte le championnat du Maroc après un match nul de 2-2 face au Mouloudia d'Oujda.
Le 10 juillet 2022, le prix du meilleur entraîneur du championnat marocain de la saison lui est attribué par l'Union marocaine des footballeurs. Le 20 juillet 2022, il est nommé parmi les trois meilleurs entraîneurs du continent africain de la saison aux CAF Awards aux côtés d'Aliou Cissé et Carlos Queiroz. Le prix est finalement décerné au sélectionneur de l'équipe du Sénégal, Aliou Cissé. Le 23 juillet 2022, Walid Regragui obtient sa licence d'entraîneur CAF A pour la saison 2022-23. À la suite de cela, il adresse un message sur ses réseaux sociaux : « C’est un grand honneur, de pouvoir enfin terminer ma formation et obtenir mon diplôme "CAF Pro", cela a pris beaucoup de temps à cause de la pandémie de Covid-19, mais le plus important est que nous ayons terminé, afin de prouver que le continent africain continue de progresser et de se développer, et de montrer que nous sommes capables d'organiser une formation de cette ampleur. ».
Le 28 juillet 2022, il atteint la finale de la Coupe du Maroc perdue à la suite de la séance de penaltys face à la RS Berkane (match nul, 0-0). Lors de ce match, il est exclu dans les dix dernières minutes du match après avoir lancé une bouteille en direction d'un joueur de Berkane sur une contre-attaque adverse. Le 31 juillet 2022, soit, trois jours plus tard, Walid Regragui annonce via un communiqué sur ses réseaux sociaux, son départ en tant qu'entraîneur du Wydad Casablanca.

#### Sélectionneur de l'équipe du Maroc (depuis 2022)
Le 31 août 2022, Walid Regragui est présenté en tant que sélectionneur de l'équipe du Maroc par Fouzi Lekjaa lors d'une conférence de presse au Complexe Mohammed VI. Il prend ainsi les rênes de la sélection en succédant à Vahid Halilhodžić à moins de trois mois de la Coupe du monde de football au Qatar. Son staff technique est composé de deux anciens internationaux marocains, Gharib Amzine et Rachid Benmahmoud comme adjoints et Omar Harrak comme entraîneur des gardiens. Moussa El Habchi, déjà présent sous l'ère Vahid Halilhodžić est chargé de l'analyse vidéo.
Le 12 septembre 2022, il publie sa première liste en ayant pour but de ne pas effectuer beaucoup de changements. Il convoque le latéral gauche Hamza El Moussaoui, le milieu Abdelhamid Sabiri et l'attaquant Walid Cheddira comme nouveaux éléments de la sélection,. Le 23 septembre 2022, il dispute son premier match en sélection face au Chili et laisse débuter plusieurs nouveaux éléments dont Walid Cheddira, Abdelhamid Sabiri et Ez Abde. En fin de match, le terrain du stade Cornellà-El Prat est envahi par une centaine de supporters après le coup de sifflet final (victoire, 2-0),.
Le 10 novembre 2022, il révèle officiellement sa liste des 26 joueurs sélectionnés pour prendre part à la Coupe du monde au Qatar, avec plusieurs surprises dont un retour en équipe nationale de Abderrazak Hamed-Allah et la convocation de Bilal El Khannouss, âgé de dix-huit ans. Opposés au vice-champion du monde, la Croatie, lors de leur premier match du mondial 2022, les Marocains parviennent à tenir le point du match nul (0-0). La rencontre suivante, face à la Belgique, voit le Maroc remporter sa première victoire, grâce à des buts de Romain Saïss et Zakaria Aboukhlal en fin de seconde mi-temps (2-0). À cet instant, les Lions de l'Atlas n'ont besoin que d'un match nul lors de leur dernier match de poules pour valider leur place en huitièmes de finale. L'objectif est atteint avec une nouvelle victoire (2-1) face au Canada, parvenant même à terminer en tête du groupe F devant la Croatie. Le match des huitièmes de finale voit le Maroc affronter l'Espagne. Au terme d'un match nettement dominé par la Roja, les Marocains, solides défensivement, parviennent à arracher à la séance de tirs au but. Le premier tir est manqué par Pablo Sarabia, qui trouve le poteau. Les deux tirs suivants sont arrêtés par Yassine Bounou, avant qu'Achraf Hakimi ne qualifie le Maroc (0-0 ; 3-0 t.a.b). Les Lions de l'Atlas sont ensuite opposés au Portugal, tombeurs de la Suisse au tour précédent (6-1) lors des quarts de finale. Grâce à un but de Youssef En-Nesyri en fin de première période, le Maroc vire en tête à la pause. Au cours d'une seconde mi-temps dominée par leurs adversaires, ils parviennent à préserver leur avantage et s'imposent (1-0). C'est la première fois que le Maroc accède au dernier carré d'une compétition majeure depuis la CAN 1988, et devient le premier pays africain à se qualifier pour les demi-finales d'une Coupe du monde. À la surprise générale, Regragui parvient à emmener son équipe en demi-finale de la compétition, où il retrouve son pays natal, la France. Après avoir encaissé un but dès la 5e minute par Théo Hernandez, le Maroc se montre de plus en plus pressant, mais ne parvient pas à égaliser. Le second but français de Randal Kolo Muani en fin de match sonne la fin de l'aventure pour les Marocains, ils jouent le match pour la troisième place face à la Croatie et perdent la rencontre sur le score de 2 à 1. S'ils ne sont pas parvenus à se hisser jusqu'en finale, Regragui et ses joueurs ont fait l'unanimité auprès des observateurs du tournoi. Décrit comme « historique », « héroïque » ou « sensationnel », le Maroc est parvenu à déjouer les pronostics en atteignant les demi-finales. Avec son système de jeu, un 4-3-3 basé sur une défense solide, le Maroc n'a encaissé qu'un seul but avant le match face à la France et s'est affirmé comme une équipe très bien en place tactiquement, d'un côté grâce à la charnière Romain Saïss - Nayef Aguerd, avant que ces deux derniers ne se blessent. Les premiers buts encaissés par l'équipe adverse tombent lorsque les remplaçants Jawad El Yamiq et Achraf Dari prennent la place des deux défenseurs centraux marocains principaux. Le 20 décembre 2022, à l'occasion de son retour du Qatar, il est invité avec ses joueurs au Palais royal de Rabat par le roi Mohammed VI, le prince Hassan III et Moulay Rachid pour être officiellement décoré Ordre du Trône, héritant du grade commandeur,,,. 
Le 25 mars 2023, les Marocains font leur retour à domicile et sont accueillis par 65 000 supporters au stade Ibn-Batouta de Tanger à l'occasion d'un match amical face au Brésil (victoire, 2-1),,. Cette victoire du Maroc entre dans l'histoire et l'équipe du Maroc devient la première équipe arabe de l'histoire à battre le Brésil. Ce match bat également une audience record au sein de la population marocaine locale avec au moins 10 millions de téléspectateurs,. Trois jours plus tard face au Pérou, les Marocains parviennent pas à trouver le chemin des filets et terminent sur un match nul au Stade Metropolitano de Madrid (0-0),. 

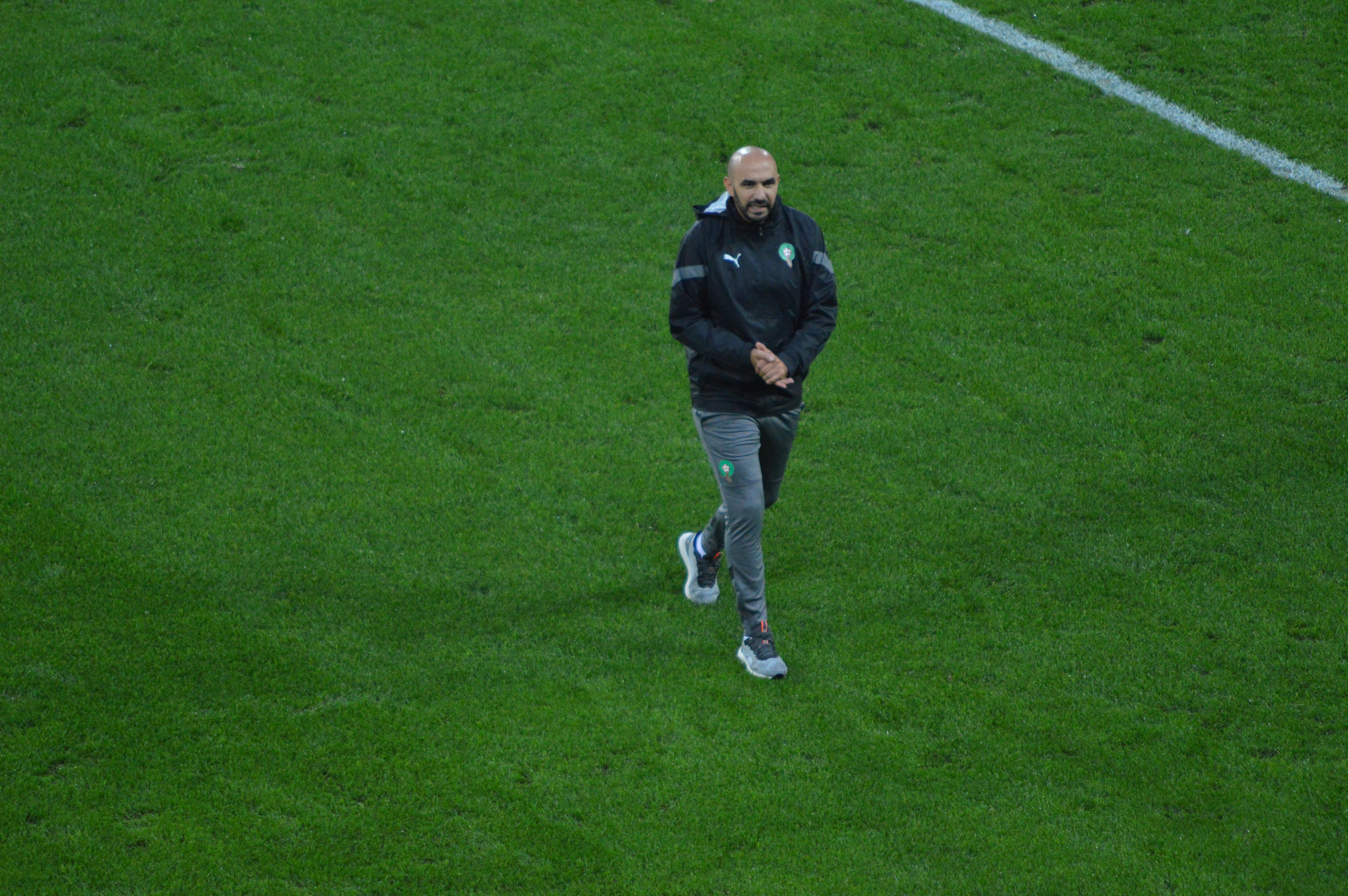
Regragui à l'entraînement des Lions de l'Atlas en 2023.

Le 2 avril 2023, il est invité à une cérémonie organisé par Sky News Arabia pour une remise de trophée à l'occasion de l'événement ''Association Arabe''. Regragui se voit attribuer la distinction du meilleur entraîneur arabe de l'année. Il déclare lors du speech : « L’équipe nationale marocaine a prouvé au monde entier qu’une sélection arabe et africaine est en mesure de remporter la Coupe du monde. ».
Le 17 janvier 2024, lors de la CAN 2023, le Maroc dispute son premier match du tournoi, parvenant à remporter le match gâce à une victoire de 3-0 contre la Tanzanie au Stade Laurent Pokou de San-Pédro,. Au cours du tournoi, le Maroc concède ensuite un match nul 1-1 contre la République démocratique du Congo, une rencontre notée pour une altercation générale en fin de match entre Regragui et Chancel Mbemba,. Lors du troisième match, selon les décisions de la Confédération africaine de football, Regragui est suspendu et est contraint de suivre le match à partir des tribunes, donnant ainsi les commandes à son adjoint Rachid Benmahmoud, se résultant ainsi sur une victoire 1-0 contre la Zambie. Alors que la sanction est levée après un recours de la Fédération royale marocaine de football, en huitièmes de finale, Regragui retrouve sa place sur le banc mais les Lions de l'Atlas sont éliminés par l'Afrique du Sud sur un score de 2-0,.

## Style de jeu
Principalement formé par Rudi Garcia lors de ses débuts à l'AS Corbeil, le joueur devenu entraîneur suit les pas de son formateur actif à l'AS Rome pour demander conseils après avoir reçu la licence du diplôme d'entraîneur A. Walid Regragui cite lors d'une interview : « Dans ce métier, on n’invente rien, on reproduit ce que les autres font en essayant d’apporter sa touche personnelle. Je suis allé voir Rudi Garcia quand il exerçait à la Roma, pour observer comment il travaille. Je me suis inspiré de Courbis pour mes causeries, du temps passé avec Giresse, Nouzaret, Bijotat (…) » Walid Regragui met en place un jeu court qui va de l’avant, tout en verticalité, capable d’imposer un style offensif assumé. On loue le jeu sur les côtés, avec des paires qui s’entendent comme dans la cour d’école. Il est décrit par Saïd Elhoujjaji, son ami d'enfance, qui cite : « Walid se résume au travail, à l’abnégation, à la rigueur et au sérieux. Il ne lâchait jamais rien aux entraînements. Pour lui, la réussite provenait du travail. Il répète de croire en soi et porter ses rêves haut. Il a toujours dit, dans ses conférences de presse, que s’il n’avait pas rêvé, il n’aurait jamais atteint ce niveau. ». La discipline qu'il impose est décrite par son un autre ami d'enfance, Habibou Diagouraga, qui déclare : « Walid a rencontré un de mes gars qui est en centre de formation. On était au restaurant, on parlait normalement, il lui a demandé ce qu’il voulait boire et mon garçon lui a répondu un Coca, il n’a rien dit puis lui a demandé à quelle heure il se couchait le soir, réponse : 23 heures. À la fin du repas, il lui a dit si tu ne changes pas tu n’y arriveras jamais. C’est ça Walid: il questionne, il observe et après il parle. Et quand il parle, tout le monde l’écoute. ».
En 2012, après avoir été nommé sélectionneur adjoint de l'équipe du Maroc aux côtés de Rachid Taoussi, il supervise le championnat marocain pendant un an. Il s'aperçoit alors d'un type de schéma où les équipes jouent avec un bloc compact positionné très bas, qui attendent des opportunités pour contrer. En contradiction avec sa philosophie de jeu, il prône un football avec une possession de jeu la plus haute possible, de la maîtrise et un secteur offensif où la balle circule rapidement autour de 4-5 joueurs minimum qui combinent entre eux. N'ayant pas pu mettre ses plans en place à cause d'une philosophie différente du sélectionneur principal Rachid Taoussi, Walid Regragui quitte son poste de sélectionneur adjoint en octobre 2013 et s'engage au Fath Union Sports. Lors de sa première saison, il priorise les mercatos pour aller à la recherche de joueurs avec des profils en adéquation avec sa manière de jouer.

« C’était un joueur qui s’intéressait à la tactique, à la stratégie d’un match et qui comprenait vite. Quand il a signé au FUS, il savait comment il allait gérer son groupe, faire jouer son équipe. Il s’est beaucoup servi de son expérience de joueur. »

— Rudi Garcia, lors d'une interview avec Jeune Afrique publiée le 7 octobre 2016.

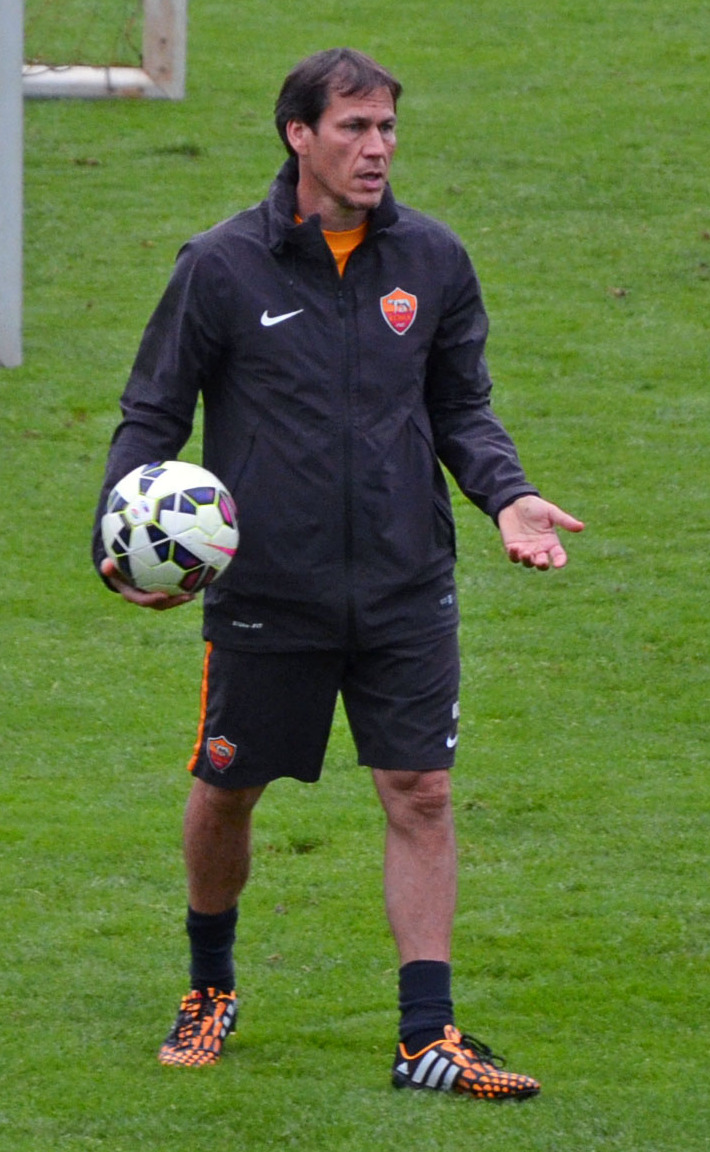
Walid Regragui part chercher conseil chez Rudi Garcia, son formateur principal dans les années 1990.

Regragui possède une passion assumée pour la formation locale des jeunes joueurs qu'il intègre souvent dans l'effectif professionnel et les faisant jouer régulièrement. Avant d'être nommé entraîneur du Fath Union Sports, il soumet une feuille de route à ses dirigeants juste avant sa nomination, insistant sur sa volonté de donner leur chance aux joueurs formés au club : « J’ai lancé plusieurs jeunes et je vais continuer à le faire. D’ici deux ou trois ans, j’aimerais qu’ils composent 70 % de l’effectif. », déclare Regragui au journal Jeune Afrique.
Grand fan du spectacle, Walid Regragui apprend à connaître le public espagnol et sa vision du football grâce à son passage en tant que footballeur au Racing de Santander. Il déduit que l'exigence du spectacle est basé sur le beau jeu et les victoires, tout en valorisant l'identité locale du club. Au Maroc, Walid Regragui fait à travers sa communication l'objet de polémiques lors des matchs ou des conférences de presse, parfois provocatrices. À la veille d'un match décisif en championnat face au Wydad Casablanca en 2016, il déclare : « Le Wydad est un grand club, avec un grand public, un coach renommé. Ils ont des internationaux, un immense budget. S’ils ne gagnent pas ce sera la crise, si on peut les empêcher de dormir ce sera déjà très bien.. » En conférence de presse, Walid Regragui provoque l'adversaire pour attirer la pression de ses joueurs vers lui. Se basant sur l'aspect mental déstabilisateur, Regragui part du principe qu'il est parfois nécessaire de « changer de mode et de faire en sorte que les débats soient axés sur d’autres sujets que le match. », dit-il lorsqu'il est questionné à ce sujet. Avec ses joueurs, Regragui communique souvent de la pression médiatique et les fait savoir d'avance ce qu'il sera dit ou non lors des conférences de presse.
Avec le Wydad Athletic Club, Regragui instaure un schéma en 4-1-4-1 en s'appuyant sur un jeu physique, basé sur une ligne arrière très athlétique tenue par Jalal Daoudi et Yahya Jabrane, relayé rapidement vers une attaque rapide menée par son meilleur buteur Guy Mbenza.

## Statistiques détaillées

### En club
| Saison                | Club                  | Championnat           | Championnat | Championnat | Championnat | Coupe nationale | Coupe nationale | Coupe nationale | Coupe de la Ligue | Coupe de la Ligue | Coupe de la Ligue | Maroc | Maroc | Maroc | Total | Total | Total |
| Saison                | Club                  | Division              | M.          | B.          | P.d.        | M.              | B.              | P.d.            | M.                | B.                | P.d.              | M.    | B.    | P.d.  | M.    | B.    | P.d.  |
| 1998-1999             | Racing Club de France | National              | 18          | 3           | 0           | -               | -               | -               | -                 | -                 | -                 | -     | -     | -     | 18    | 3     | 0     |
| Sous-total            | Sous-total            | Sous-total            | 18          | 3           | 0           | -               | -               | -               | -                 | -                 | -                 | -     | -     | -     | 18    | 3     | 0     |
| 1999-2000             | Toulouse FC           | D2                    | 21          | 2           | 0           | 3               | 0               | 0               | -                 | -                 | -                 | -     | -     | -     | 24    | 2     | 0     |
| 2000-2001             | Toulouse FC           | D1                    | 16          | 1           | 1           | 1               | 0               | 0               | -                 | -                 | -                 | 7     | 1     | 0     | 24    | 2     | 1     |
| Sous-total            | Sous-total            | Sous-total            | 37          | 3           | 1           | 4               | 0               | 0               | -                 | -                 | -                 | 7     | 1     | 0     | 48    | 4     | 1     |
| 2001-2002             | AC Ajaccio            | D2                    | 16          | 0           | 0           | 2               | 0               | 0               | -                 | -                 | -                 | -     | -     | -     | 18    | 0     | 0     |
| 2002-2003             | AC Ajaccio            | Ligue 1               | 32          | 1           | 0           | 3               | 0               | 0               | -                 | -                 | -                 | 6     | 0     | 0     | 41    | 1     | 0     |
| 2003-2004             | AC Ajaccio            | Ligue 1               | 24          | 2           | 0           | 1               | 0               | 0               | -                 | -                 | -                 | 11    | 0     | 0     | 36    | 2     | 0     |
| Sous-total            | Sous-total            | Sous-total            | 72          | 3           | 0           | 6               | 0               | 0               | -                 | -                 | -                 | 17    | 0     | 0     | 95    | 3     | 0     |
| 2004-2005             | Racing de Santander   | Primera División      | 17          | 0           | 0           | -               | -               | -               | -                 | -                 | -                 | 2     | 0     | 0     | 19    | 0     | 0     |
| 2005-2006             | Racing de Santander   | Primera División      | 9           | 0           | 0           | 1               | 0               | 0               | -                 | -                 | -                 | 17    | 0     | 0     | 27    | 0     | 0     |
| Sous-total            | Sous-total            | Sous-total            | 26          | 0           | 0           | 1               | 0               | 0               | -                 | -                 | -                 | 19    | 0     | 0     | 46    | 0     | 0     |
| 2006-2007             | Dijon FCO             | Ligue 2               | 12          | 0           | 0           | -               | -               | -               | -                 | -                 | -                 | -     | -     | -     | 12    | 0     | 0     |
| Sous-total            | Sous-total            | Sous-total            | 12          | 0           | 0           | -               | -               | -               | -                 | -                 | -                 | -     | -     | -     | 12    | 0     | 0     |
| 2007-2008             | Grenoble Foot         | Ligue 2               | 20          | 0           | 0           | -               | -               | -               | -                 | -                 | -                 | -     | -     | -     | 20    | 0     | 0     |
| 2008-2009             | Grenoble Foot         | Ligue 1               | 19          | 0           | 0           | 2               | 0               | 0               | -                 | -                 | -                 | 2     | 0     | 0     | 23    | 0     | 0     |
| Sous-total            | Sous-total            | Sous-total            | 39          | 0           | 0           | 2               | 0               | 0               | -                 | -                 | -                 | 2     | 0     | 0     | 43    | 0     | 0     |
| Total sur la carrière | Total sur la carrière | Total sur la carrière | 204         | 9           | 1           | 13              | 0               | -               | -                 | -                 | -                 | 45    | 1     | 0     | 262   | 10    | 1     |

## Matchs en tant que sélectionneur national
| -  | 21 septembre 2022 | Rabat, Maroc                 | Madagascar     | 1 - 0             | Match amical (hors-FIFA)                |
| 1  | 23 septembre 2022 | Barcelone, Espagne           | Chili          | 2 - 0             | Match amical                            |
| 2  | 27 septembre 2022 | Séville, Espagne             | Paraguay       | 0 - 0             | Match amical                            |
| 3  | 17 novembre 2022  | Sharjah, Émirats arabes unis | Géorgie        | 3 - 0             | Match amical                            |
| 4  | 23 novembre 2022  | Al-Khor, Qatar               | Croatie        | 0 - 0             | Coupe du monde 2022                     |
| 5  | 27 novembre 2022  | Doha, Qatar                  | Belgique       | 2 - 0             | Coupe du monde 2022                     |
| 6  | 1er décembre 2022 | Doha, Qatar                  | Canada         | 2 - 1             | Coupe du monde 2022                     |
| 7  | 6 décembre 2022   | Al Rayyan, Qatar             | Espagne        | 0 - 0 TAB : 3 - 0 | Coupe du monde 2022                     |
| 8  | 10 décembre 2022  | Doha, Qatar                  | Portugal       | 1 - 0             | Coupe du monde 2022                     |
| 9  | 14 décembre 2022  | Al-Khor, Qatar               | France         | 2 - 0             | Coupe du monde 2022                     |
| 10 | 17 décembre 2022  | Al-Rayyan, Qatar             | Croatie        | 2 - 1             | Coupe du monde 2022                     |
| 11 | 25 mars 2023      | Tanger, Maroc                | Brésil         | 2 - 1             | Match amical                            |
| 12 | 28 mars 2023      | Madrid, Espagne              | Pérou          | 0 - 0             | Match amical                            |
| 13 | 12 juin 2023      | Rabat, Maroc                 | Cap-Vert       | 0 - 0             | Match amical                            |
| 14 | 17 juin 2023      | Johannesburg, Afrique du Sud | Afrique du Sud | 2 - 1             | Éliminatoires de la CAN 2023            |
| 15 | 12 septembre 2023 | Lens, France                 | Burkina Faso   | 0 - 1             | Match amical                            |
| 16 | 14 octobre 2023   | Abidjan, Côte d'Ivoire       | Côte d'Ivoire  | 1 - 1             | Match amical                            |
| 17 | 17 octobre 2023   | Agadir, Maroc                | Liberia        | 3 - 0             | Éliminatoires de la CAN 2023            |
| 18 | 21 novembre 2023  | Dar es Salam, Tanzanie       | Tanzanie       | 0 - 2             | Éliminatoires de la Coupe du monde 2026 |
| -  | 11 janvier 2024   | San-Pédro, Côte d'Ivoire     | Sierra Leone   | 3 - 1             | Match amical (hors-FIFA)                |
| 19 | 17 janvier 2024   | San-Pédro, Côte d'Ivoire     | Tanzanie       | 3 - 0             | CAN 2023                                |
| 20 | 21 janvier 2024   | San-Pédro, Côte d'Ivoire     | RD Congo       | 1 - 1             | CAN 2023                                |
| -  | 24 janvier 2024   | San-Pédro, Côte d'Ivoire     | Zambie         | 0 - 1             | CAN 2023 (suspendu)                     |
| 21 | 30 janvier 2024   | San-Pédro, Côte d'Ivoire     | Afrique du Sud | 0 - 2             | CAN 2023                                |
| 22 | 22 mars 2024      | Agadir, Maroc                | Angola         | 1 - 0             | Match amical                            |
| 23 | 26 mars 2024      | Agadir, Maroc                | Mauritanie     | 0 - 0             | Match amical                            |
| 24 | 07 juin 2024      | Agadir, Maroc                | Zambie         | 2 - 1             | Éliminatoires de la Coupe du monde 2026 |
| 25 | 11 juin 2024      | Agadir, Maroc                | Congo          | 0 - 6             | Éliminatoires de la Coupe du monde 2026 |
| 26 | 06 septembre 2024 | Agadir, Maroc                | Gabon          | 4 - 1             | Éliminatoires de la CAN 2025            |
| 27 | 09 septembre 2024 | Agadir, Maroc                | Lesotho        | 0 - 1             | Éliminatoires de la CAN 2025            |
| 28 | 12 octobre 2024   | Oujda, Maroc                 | Centrafrique   | 5 - 0             | Éliminatoires de la CAN 2025            |
| 29 | 15 octobre 2024   | Oujda, Maroc                 | Centrafrique   | 0 - 4             | Éliminatoires de la CAN 2025            |
| 30 | 15 novembre 2024  | Libreville, Gabon            | Gabon          | 1 - 5             | Éliminatoires de la CAN 2025            |
| 31 | 18 novembre 2024  | Oujda, Maroc                 | Lesotho        | 7 - 0             | Éliminatoires de la CAN 2025            |
| 32 | 21 mars 2025      | Oujda, Maroc                 | Niger          | 1 - 2             | Éliminatoires de la Coupe du monde 2026 |
| 33 | 25 mars 2025      | Oujda, Maroc                 | Tanzanie       | 2 - 0             | Éliminatoires de la Coupe du monde 2026 |
| 34 | 06 juin 2025      | Fès, Maroc                   | Tunisie        | 2 - 0             | Match amical                            |
| 35 | 09 juin 2025      | Fès, Maroc                   | Bénin          | 1 - 0             | Match amical                            |

## Palmarès

### En tant que joueur
Au niveau professionnel, Regragui a évolué dans cinq clubs professionnels. Chacun de ses passages en club n'a pas duré plus de trois saisons. Ainsi, pour l'AC Ajaccio, il remporte dès sa première saison le championnat de Division 2 en 2002 et est désigné meilleur défenseur du championnat de la saison. Lors de la saison 2007-2008, il connait à nouveau une montée en Ligue 1 après une saison remarquable avec Grenoble Foot 38. Cependant, il arrive à la troisième place du classement de Ligue 2 BKT derrière Le Havre AC et le FC Nantes. Après sa fin de carrière professionnelle, il évolue trois saisons en amateur avec l'US Fleury-Mérogis et remporte en 2011 le prix du meilleur joueur de l'histoire du Fleury Mérogis attribué par le club-même.
Entre le 28 janvier 2001 et le 20 juin 2009, Regragui a joué à 45 reprises pour le Maroc. Bien qu'il fût possible de croire sa carrière en sélection terminée après la Coupe d'Afrique 2006, il est rappelé en sélection en juin 2009, pour ses deux derniers matchs de sa carrière internationale l'opposant face au Cameroun et le Togo. Ce dernier match lui fait donc un total de 45 sélections avec l'équipe du Maroc. Regragui a en effet marqué qu'un seul but au cours de sa carrière internationale. En deux participations à la Coupe d'Afrique des nations, Regragui a atteint une seule fois la finale de la compétition lors de l'édition 2004 face à la Tunisie, pays hôte. Titulaire dans la quasi-totalité des matchs de compétition, il en ressort vainqueur de plusieurs prix dont celui du meilleur défenseur de la compétition mais voit également son nom apparaître parmi l'équipe type de la Coupe d'Afrique 2004.
| AC Ajaccio (1) :                   | Équipe du Maroc :                                | Distinctions personnelles                                                                            |
| ---------------------------------- | ------------------------------------------------ | --- |
| - Division 2 (1) - Champion : 2002 | - Coupe d'Afrique des nations - Finaliste : 2004 | - Dans l'équipe type de la CAN 2004 ; - Élu meilleur joueur de l'histoire du Fleury Mérogis en 2011. |

### En tant qu'entraîneur
Walid Regragui obtient la plupart de ses titres comme entraîneur, dans les compétitions disputées au Maroc. Avec le Fath Union Sports, il remporte une le 1er championnat de l'histoire du club championnat national, en 2016, et la Coupe du Maroc en 2014 avec une finale atteinte en 2015. Ces deux saisons lui ont permis de remporter ses premières distinctions de meilleur entraîneur de la saison lors de la cérémonie du Mars d'Or. Sa première expérience en tant qu'entraîneur à l'étranger est également une réussite après avoir remporté le championnat national du Qatar en 2020 avec l'Al-Duhail SC. Son palmarès marocain est complété par un succès avec le Wydad Athletic Club, club avec lequel il remporte en l'espace d'une saison le championnat national, la Ligue des champions de la CAF et une finale en Coupe du Maroc en 2022. La saison au Wydad fait l'objet d'une invitation aux CAF Awards pour concurrencer Aliou Cissé et Carlos Queiroz pour le prix du meilleur entraîneur de la saison en Afrique. Cependant, au Maroc, il remporte le prix du meilleur entraîneur du championnat de la saison attribué par l'UMFP (Union Marocaine des Footballeurs Professionnels).
En tant que sélectionneur du Maroc, il passe à deux doigts de remporter une médaille de bronze à la Coupe du monde 2022 au Qatar et est défait en demi-finale par la Croatie sur le score de 2-1. Il atteint ainsi la quatrième place de la compétition.
| FUS Rabat (2) :                                                                                         | Al-Duhail SC (1) :                           | Wydad Casablanca (2) : | Distinctions personnelles |
| --- | -------------------------------------------- | --- | --- |
| - Championnat du Maroc (1) - Champion : 2016 - Coupe du Trône (1) - Vainqueur : 2014 - Finaliste : 2015 | - Championnat du Qatar (1) - Champion : 2020 | - Championnat du Maroc (1) - Champion : 2022 - Coupe du Trône - Finaliste : 2022 - Ligue des champions de la CAF (1) - Vainqueur : 2022 | - Trophée Mars d'Or (1) - Entraîneur de l'année en 2014 avec le FUS Rabat - Trophée Elbotola (3) - Entraîneur de l'année en 2015 et 2016 avec le FUS Rabat et 2022 avec le Wydad AC - Trophée UMFP (1) - Entraîneur de l'année en 2022 avec le Wydad AC - CAF Awards (1) - Meilleur entraîneur africain en 2023 - Nommé dans le top 3 des meilleurs entraîneurs d'Afrique en 2022 avec le Wydad AC - Africa d’Or : - Meilleur entraîneur africain de l’année en 2022 - Association Arabe - Meilleur entraîneur arabe en 2023 |

## Records
- Premier entraîneur africain et arabe à atteindre les quarts de finales de la Coupe du monde[96].
- Premier entraîneur africain et arabe à atteindre les demi-finales de la Coupe du monde[96].
- Premier entraîneur africain et arabe à avoir été classé (2e) pour le meilleur entraîneur de la  Coupe du monde par IFFHS[97].
- Premier entraîneur africain et arabe à avoir été classé (3e) pour le meilleur entraîneur du monde par IFFHS[98].

## Décorations
- Officier de l'ordre du Mérite national — Le 14 février 2004, il est décoré officier de l'ordre du Ouissam Al Moukafâa Al Wataniya[16] — ordre du Mérite national[99] — par le roi Mohammed VI au Palais royal d'Agadir[17].
- Le 22 août 2016, il est décoré commandeur de l'ordre du Mérite national — ordre du Mérite national[99] — par le roi Mohammed VI[30].
- Le 20 décembre 2022, il est décoré commandeur de l'ordre du Trône[16] — [99] — par le roi Mohammed VI au Palais royal de Rabat[30].

## Vie privée

### Prises de position
Walid Regragui se revendique musulman pratiquant. Il explique lors d'une interview en 2010 à propos du Ramadan : « Jeûner, c’est toujours compliqué, et notamment quand on exerce certaines professions. Et puis, on le fait pour soi, pas pour les autres. L’été, avec la chaleur et quand on est en pleine phase de préparation ou de reprise des championnats, c’est encore plus dur. Quand j’étais professionnel, je faisais le ramadan, mais en l’aménageant. Je ne jeûnais jamais les jours de match, et je rattrapais ces journées plus tard dans l’année, comme le Coran l’autorise ».

### Humanitaire
Le 9 septembre 2023, alors qu'il se trouve à Agadir, il se présente exclusivement à l'hôpital avec ses coéquipiers de la sélection marocaine pour un don de sang pour les blessés du séisme au Maroc,,.

### Documentaires et interviews
- [vidéo] (ar) في أول خروج تلفزيوني له بعد تعيينه ناخبا وطنيا, وليد الركراكي ضيف برنامج مع الرمضاني -الحلقة الكاملة, 2M, 16 octobre 2022
- [vidéo] (ar) الناخب الوطني وليد الركراكي ضيف برنامج الحقيقة في 90 دقيقة, en direct sur la libre antenne de Radio Mars, 20 octobre 2022
- [vidéo] (fr) Entretien exclusif avec Walid Regragui avec Bel-Abbès Bouaissi, BeIN Sports, 6 décembre 2022
- [vidéo] (ar) الركراكي يكشف قصة النيّة في المونديال.. يقيم أداء حمد الله ويعلق على اهتمام الملك,  Hespress, 22 décembre 2022
- [vidéo] (ar) لقاء خاص | الناخب الوطني, Arryadia, 22 décembre 2022
- [vidéo] (fr) Walid Regragui en direct sur l'émission de l'After Foot diffusé sur RMC Sport, 31 janvier 2023
- [vidéo] (fr) Rencontre avec Walid Regragui, la sensation foot du dernier Mondial avec le Maroc !, Carré, 7 avril 2023
- [vidéo] (fr) Renaissance avec Sebastien Berniaud, Téléfoot diffusé le 8 avril 2023
- [vidéo] (fr) 24H de Boulleau au Maroc avec Laure Boulleau, Canal + Sport, 6 mai 2023[104]
- [vidéo] (ar) Série télévisée Dreamers diffusé en exclusivité sur Arryadia à partir du 6 juin 2023[105]
- [vidéo] (fr) Documentaire Capitaines de la Coupe du monde diffusé en exclusivité sur Netflix à partir du 22 décembre 2023[106]

### Sources
- François Linden, « Walid Regragui, l’arrivé de dernière minute qui a propulsé le Maroc en quarts de finale », RTBF,‎ 10 décembre 2022 (lire en ligne)
- Anas Bakhkhar, « Maroc : Walid Regragui livre ses ambitions avec les Lions de l’Atlas et scelle déjà son avenir ! », Foot Mercato,‎ 23 décembre 2022 (lire en ligne)
- Nicolas Jamain, « Invité : Walid Regragui, sélectionneur du Maroc : Ziyech, la sélection et le PSG et le rôle d'Amrabat et le parcours jusqu'en demie », RMC Sport,‎ 30 janvier 2023 (lire en ligne)
- Alexis Billebault, « Football : au Maroc, Walid Regragui premier artisan de la belle saison des Lions de l’Atlas », Le Monde,‎ 8 juillet 2023 (lire en ligne)